# Пять озёр
«Пять озёр» — частично вымышленная совокупность озёр на границе Муромцевского района Омской области и Кыштовского района Новосибирской области, получившая популярность как объект городских легенд и используемая в качестве бренда в туристическом сервисе и производстве алкогольной продукции.
Согласно легендам, Пять озёр имеют метеоритное происхождение и соединены подземной рекой. Им приписываются мистические и целебные свойства. Научного подтверждения эти легенды не имеют.
Набор озёр в составе совокупности имеет различные варианты. Как правило, в число Пяти озёр включаются озёра Данилино (известное также как Данилово) и Ленево (оно же Ленёво или Линёво). На роль третьего и четвёртого озёр претендуют Шайтан, Щучье и Урманное. Важным элементом легенды является пятое мифическое Потаённое озеро, «которое до сих пор никто не обнаружил».

## Легенда
Согласно легенде, Пять озёр имеют «космическое происхождение», представляя собой кратеры от падения пяти обломков огромного метеорита, и соединены подземной рекой. Каждое из Пяти озёр наделяется особыми свойствами, главным образом целебными. Легенда гласит, что искупавшись в определённой последовательности во всех пяти озёрах человек может омолодиться и исцелиться от любой болезни. Сложность задачи состоит в том, что местонахождение пятого озера неизвестно. Каждому адепту легенды предлагается отыскать пятое озеро самостоятельно.
Популяризатор легенды о Пяти озёрах Михаил Речкин считает, что она нашла образное отражение в сюжете сказки «Конёк-Горбунок» писателя Петра Ершова, который часть своего детства провёл в Омске.

## История легенды
По мнению кандидата филологических наук И. К. Феоктистовой, истоки легенды восходят к визиту в деревню Окунево Муромцевского района Омской области индуистской миссионерки Расмы Розитис (духовное имя — Раджни), которая в конце 1980-х — начале 1990-х годов занималась поисками легендарного храма Ханумана. Её привлекло созвучие названия Омской области мантре Ом, совпадение названия реки Тары с именем индуистской богини и сведения о проходивших в 1972 году вблизи деревни археологических раскопках. Публикации о деятельности Раджни в средствах массовой информации привлекли к региону внимание последователей других религий и мистических учений. Развитию связанной с озёрами мифологии послужили публикации писателя Михаила Речкина, собравшего и распространившего легенды о «необычных свойствах» расположенного недалеко от деревни Окунево озера Шайтан, якобы, скрывающего под своим дном храм Ханумана и связанного подземной рекой с озёрами Ленево и Данилино. Последующая мифологизация прилегающей и более отдалённой территории привела к появлению легенды о Пяти озёрах.

## Озёра

### Данилино
Координаты: 56°25′35″ с. ш. 75°50′18″ в. д.
Данилино, или Данилово, озеро расположено в Кыштовском районе Новосибирской области, но ближайшим к нему населённым пунктом является село Курганка Муромцевского района Омской области, отстоящее примерно на километр к северо-западу от берега озера. Озеро имеет форму вытянутого в северо-восточном направлении овала длиной 780 и шириной 450 метров. Его глубина достигает 18 метров, это самое глубокое озеро в регионе. Вода в озере имеет высокую прозрачность, что делает его привлекательным для купания и дайвинга. Легенды приписывают озеру метеоритное происхождение и целебные свойства, которые после опровержения сведений о повышенном содержании в его воде серебра объясняются «уникальным составом микроэлементов», обогащённостью воды свободным кислородом и мистическим «энергоинформационным фактором».

### Ленево
Координаты: 56°24′24″ с. ш. 75°37′23″ в. д.
Озеро Ленево (также Ленёво и Линёво) находится западнее озера Данилино, в Муромцевском районе Омской области, в левобережье реки Нижней Тунгуски, примерно в 2 км от реки Тары. Ближайший населённый пункт — деревня Надеждинка в 1.5 км к востоку. Озеро вытянуто с запада на восток, имеет длину около 600 м при ширине около 400 м и глубину до 10.5 м. Вблизи озера находится несколько туристических баз, оно является наиболее доступным из Пяти озёр. С 24 декабря 2013 года озеро с прилегающей территорией общей площадью 125 га объявлено природным заказником регионального значения для ограничения антропогенной нагрузки, составлявшей десятки тысяч посещений в год. Легенды о метеоритном происхождении и целебных свойствах озера Ленево аналогичны легендам об озере Данилино.

### Щучье
Координаты: 56°24′23″ с. ш. 75°39′00″ в. д.
Озеро Щучье расположено примерно в 1.5 км к востоку от озера Ленево, к югу от окраины деревни Надеждинки. Овал озера вытянут на юго-восток, имеет длину 210 м при ширине 150 м. Озеро неглубокое. Легенды о метеоритном происхождении и целебных свойствах Щучьего аналогичны легендам об озерах Данилино и Ленево.

### Шайтан
Координаты: 56°29′20″ с. ш. 74°53′34″ в. д.
Озеро Шайтан (местные названия: Кошой, Дэви) находится на правом берегу реки Тары в 5 км к северу от деревни Окунево и в 1.5 км к востоку от деревни Инцисс Муромцевского района Омской области. Озеро вытянуто с севера на юг, имеет около 700 м в длину при ширине около 400 м и максимальную глубину около 3 м. Озеро труднодоступно, окружено болотами, сильно заросло и плохо подходит для купания. В отличие от других озёр пятёрки, вода этого озера считается «злой», «мёртвой». Именно под это озеро легенды помещают храм Ханумана и таинственный разумный «живой кристалл».

### Урманное
Координаты: 56°28′50″ с. ш. 76°07′25″ в. д.
Урманное озеро расположено восточнее озера Данилино, в Кыштовском районе Новосибирской области, примерно в километре на восток от деревни Малая Скирла. Это самое крупное из Пяти озёр и одновременно наименее популярное из них. Некоторые СМИ приводят название Урманное как альтернативное название озера Шайтан.

### Потаённое
Мифическое пятое озеро, являющееся частью легенды: после купания в определённой последовательности в четырёх известных озёрах, необходимо отыскать пятое озеро и искупаться в нём. Кто сумеет это сделать, исцелится от любой болезни и вернёт молодость. Местоположение пятого озера «для каждого своё». В одном варианте легенды это может быть какое-либо из близлежащих озёр, в другом — Потаённое озеро «находится на виду у всех, но его никто не замечает».

## Научные исследования
В августе 2003 года на озере Данилино побывала экспедиция, организованная омскими региональными отделениями Русского географического и Российского геологического обществ, а также ФГУ «ТФГИ по Омской области». Исследование не подтвердило метеоритное происхождение водоёма. Собранные данные свидетельствуют о принадлежности озера Данилино к древней гидрологической системе, существовавшей до формирования современных речных систем Тары и Верхней Тунгуски. Было отмечено, что высокая и плохо организованная антропогенная нагрузка на озеро и прилегающую территорию угрожает его экосистеме.
В октябре 2008 года состоялась экспедиция на озеро Данилино, организованная Сибирским государственным университетом физической культуры и спорта. При анализе состава воды из озера не выявлено высокого содержания серебра, напротив, содержание серебра и других металлов оказалось ниже нормы. Руководитель экспедиции В. А. Аикин отметил также существенное снижение прозрачности воды в озере в сравнении с наблюдениями прежних лет.

## Эксплуатация легенды
Легенда об особых свойствах озёр активно эксплуатируется в частном и государственном предпринимательстве. Возникший на базе легенды о Пяти озёрах бизнес включает публикацию псевдонаучной литературы, развитие туризма в регионе, торговлю сувенирами и прочее:
- Образ Пяти озёр эксплуатируется в качестве местного туристического бренда, например, муниципальным казённым учреждением «Пять озёр — Муромцево»[29][30].
- Миф о «живой воде» Пяти озёр эксплуатируется в названии и рекламе одноимённой водки омским производителем алкогольных напитков, ООО «Омсквинпром»[31].